# Jovanotti
Jovanotti, nome artístico de Lorenzo Cherubini (Roma, 27 de setembro de 1966), é um cantor e compositor de pop e rap italiano, sendo também escritor. Suas músicas são conhecidas por suas influências do hip hop, mesmo que a maioria do trabalho de Jovanotti possa ser tecnicamente caracterizada como tal. Seus trabalhos mais antigos estão mais ligados ao pop italiano dos anos 1980. Assim como grandes vertentes da música italiana, como Laura Pausini e Claudio Baglioni, quase todo seu trabalho foi feito em língua italiana, exceto um álbum em espanhol com seus maiores sucessos. Jovanotti tem participação em várias compilações internacionais, a qual mais notável foi em Red Hot + Rhapsody (1998), um tributo a George Gershwin, na qual canta "I Got Rhythm". O cantor ainda participou de um concerto de Luciano Pavarotti, para fins de solidariedade social, em 1996. Seu álbum Buon Sangue inclui influências tanto do rock quanto do hip hop clássico e é um de seus trabalhos mais inovadores. O compositor Edoardo Bennato, conhecido por compor a canção oficial da Copa do Mundo de 1990, colaborou em uma faixa do álbum.

## Biografia
Terceiro de quatro irmãos, nasceu na capital italiana numa família toscana de Cortona (AR), onde vive atualmente. Em Roma, forma-se em liceu, mas descobre sua veia musical tocando como DJ em discotecas e em transmissões de rádio.
A sua estreia musical ocorre em 1987 com o single Walking. Nesta época, passa a ser agenciado por Claudio Cecchetto e opta por um nome artístico: "Jovanotti". Já em 1988, então, Jovanotti lança seu primeiro álbum, Jovanotti for President, com o hit Gimme Five. Amparado pela boa repercussão na mídia, no ano seguinte grava La mia moto e se apresenta no Festival de Sanremo. La mia moto vende cerca de 600.000 cópias. Em seus primeiros álbuns, Jovanotti apresenta uma espécie difusa de música disco, gênero dominante na Itália da época, e rap, não muito popular no país.
Em 1990, monta o álbum Giovani Jovanotti, no qual abre passagem para uma nova linha artística, como em Gente della notte. O álbum seguinte de Jovanotti, Una tribù che balla (1991) culmina em seu renascimento. Começam a aparecer em suas letras, de forma cada vez mais aparente, temas políticos e sociais que caracterizou sua carreira a partir deste ponto.
Estas características aparecem de forma mais constante a partir do ano seguinte. Em 1992 dedica o single Cuore à memória de Giovanni Falcone, magistrado morto no combate à máfia. No mesmo ano lança Lorenzo 1992, o primeiro álbum sem o nome "Jovanotti", como forma de marcar de forma explícita seu rompimento com as origens. Non m'annoio foi a primeira das várias músicas a fazer sucesso, e seguiu-se uma turnê de lançamento com Luca Carboni.
Em 1994, lança Lorenzo 1994, que mantém sua evolução musical. Um grande sucesso veio do single Penso positivo, no qual pela primeira vez Jovanotti mostra fortes lampejos ideológicos. Na letra, cita diversas personalidades, desde Che Guevara até Madre Teresa de Calcutá. Conteúdos deste tipo foram constantes no álbum, desde Barabba, Barabba até Dobbiamo inventarci qualcosa. Ainda foi o trabalho mais famoso por suas canções de amor, como Serenata rap e Piove. Desde então Jovanotti passou a ser reconhecido em toda a Europa, muito graças a sua turnê ao lado de Pino Daniele e Eros Ramazzotti. No ano seguinte lança outro single de sucesso, L'ombelico del mondo, já por sua gravadora própria, que concorre inclusive ao MTV Music Awards.
L'albero (1997), marca outra mudança no estilo de Jovanotti. Elementos como a world music e textos cada vez mais profundos são os pilares deste álbum. 1999 fica marcado para Jovanotti como o ano em que se torna pai, e sua própria história é contada na canção Per te, um dos sucessos do álbum Capo Horn (1999). No mesmo disco é lançada a primeira versão de Un raggio di Sole, com a qual Jovanotti vence o Festivalbar. Ainda em 1999, em parceria com Piero Pelù e Luciano Ligabue, compõe Il mio nome è mai più, um dos hinos do pacifismo, que teve todo seu lucro destinado a uma ONG.
Em 2000, Jovanotti participa de um concerto-tributo a Fabrizio De André, do qual surgiu o seu CD duplo e ao vivo. No mesmo ano, se torna ativista de um movimento para o perdão da dívida externa dos países do Terceiro Mundo cantando no Festival de Sanremo a inédita Cancella il debito. Em Il quinto mondo (2002), há a confirmação por meio de seus singles do equilíbrio entre o lirismo e a política de Jovanotti com canções de amor como Ti sposerò e de cunho político, como Salvami.
Com sua gravadora, Jovanotti dá vida, em 2003, a um projeto musical alternativo latino-americano, Collettivo Soleluna, que faz um bom sucesso com a canção A vida. No mesmo ano, o cantor brasileiro de origem italiana Franco Cava fez novos arranjos e traduções para algumas das canções de Jovanotti, seguindo os tempos e os modos da música brasileira, dando vida ao álbum Bossa Jova. Neste álbum destacam-se Chiove e Samba.
Seu último álbum, Buon sangue (2005) prova a maturidade do compositor, com o aval de colaboradores de prestígio (como Edoardo Bennato, Planet Funk e Negramaro), e entra na lista dos álbuns mais vendidos da Itália, suportado pelos sucessos dos singles Tanto e Mi fido di te. Em 2006, Jovanotti lança Buon sangue Live, um DVD com as músicas do show, além de 40 minutos extras com a última turnê do cantor italiano.

## Curiosidades
- Inicialmente o nome artístico que Lorenzo havia escolhido era "Joe Vanotti", mas um erro de impressão grafou o nome pelo qual ele optaria posteriormente: "Jovanotti".
- Sem interromper sua carreira musical, Jovanotti lançou quatro livros.
- Em 1997, em viagem à América Latina, Jovanotti atravessou a Patagônia de bicicleta.
- A canção Samba (2003), lançada no álbum Bossa Jova, celebra a eleição do Presidente Luiz Inácio Lula da Silva.

## Discografia
- 1988 - Jovanotti for President
- 1989 - La mia moto
- 1989 - Jovanotti special
- 1990 - Giovani Jovanotti
- 1991 - Una tribù che balla
- 1992 - Lorenzo 1992
- 1994 - Lorenzo 1994
- 1995 - Lorenzo 90-95
- 1997 - Lorenzo 1997 - L'albero
- 1999 - Lorenzo 1999 - Capo Horn
- 2000 - Lorenzolive - Autobiografia di una festa
- 2001 - Pasaporte - Lo mejor de
- 2002 - Lorenzo2002 - Il quinto mondo
- 2003 - Collettivo Soleluna
- 2004 - Jova Live 2002
- 2005 - Buon Sangue
- 2006 - Buon Sangue Live
- 2007 - Safari
- 2011 - Ora
- 2015 - Lorenzo 2015 CC.